# آرون تشيبولا
آرون تشيبولا هو لاعب كرة قدم إنجليزي-كونغولي ديمقراطي محترف، من مواليد 2 يناير 1995، لعب سابقاً في نادي ريدنغ وأستون فيلا ونادي حتا و يمثل منتخب الكونغو الديمقراطية.

## روابط خارجية
- آرون تشيبولا على موقع قاعدة بيانات كرة القدم.إي يو (الإنجليزية)
- آرون تشيبولا على موقع ناشيونال فوتبول تيمز (الإنجليزية)
- آرون تشيبولا على موقع Soccerbase.com (لاعب) (الإنجليزية)
- آرون تشيبولا على موقع Soccerway.com (الإنجليزية)
- آرون تشيبولا على موقع عالم كرة القدم.نت (الإنجليزية)